# Isothrix sinnamariensis
Isothrix sinnamariensis là một loài động vật có vú trong họ Echimyidae, bộ Gặm nhấm. Loài này được Vie et al. miêu tả năm 1996.